# Stromovous

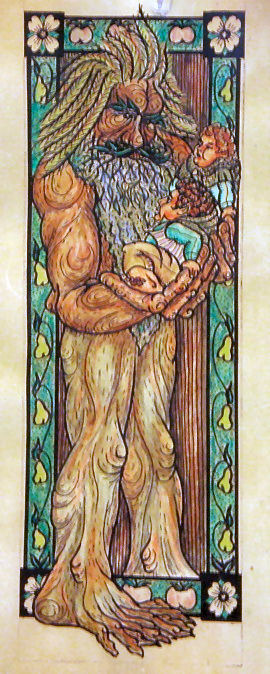
Stromovous s hobity Smíškem a Pipinem

Stromovous (v originále Treebeard, sindarsky Fangorn) je fiktivní postava románu Pán prstenů od J. R. R. Tolkiena. Patří do rasy entů a žije ve Fangorském hvozdu ve Středozemi. Je nejstarší z entů a vůbec nejstarší smrtelný tvor ve Středozemi.

## Příběh
Stromovous se poprvé vyskytuje ve druhém díle trilogie, Dvě věže, kdy se setkává s hobity Smělmírem a Peregrinem, kteří uprchli ze zajetí skřetů a ukryli se ve Fangornu. Stromovous se s nimi rychle spřátelí a jsou pro něj velkým překvapením - nikdy se totiž s hobity nesetkal, což mu vzhledem k jeho vysokému věku připadá podivuhodné. Hobiti se od něj dozvědí mnoho o entech a sami mu vyprávějí o svém putování po Středozemi a také o svém zajetí Sarumanovými skřety. To Stromovouse velmi rozzlobí, protože Sarumana považoval za spojence, a tak svolá všechny fangornské enty a spolu s oběma hobity vytáhne proti Sarumanově sídlu, Železnému pasu. Enti Železný pas zcela zničí, až na Sarumanovu citadelu Orthank, která byla dílem Dúnadanů a odolala síle entů. V ní se Saruman ukryl a Stromovous se zavázal, že jej enti budou hlídat. Avšak po zničení Prstenu se Stromovousovi příčí držet Sarumana v zajetí a Saruman jej přemluví, aby ho Stromovous propustil.
Stromovous potom dovolí elfu Legolasovi, aby se svým přítelem, trpaslíkem Gimlim navštívil Fangornský les - Gimli tak byl možná prvním trpaslíkem, který kdy do Fangornu zavítal.
Stromovous se pak přátelsky rozloučí se Smíškem a Pipinem. Protože se oba hobiti ve svém stáří vypravili z hobitího Kraje zpět do jižních zemí, není vyloučeno, že se ještě někdy později se Stromovousem setkali.
Stromovousovo ženou byla Fimbrethil, která se ztratila spolu s ostatními entkami.

## Stromovous ve filmu
Ve filmové trilogii Pán Prstenů je pojetí Stromovouse v některých prvcích odlišné - Stromovous, který najde hobity ve svém lese, se nespoléhá na vlastní rozum, ale jde se o nich poradit s Gandalfem. Kromě toho mnohem více váhá, zda mají enti vytáhnout do boje a Entí sraz hobití prosbu o pomoc zamítne, až teprve když Stromovous najde Sarumanem zničenou část lesa, rozhodne se, že Železný pas zaslouží pomstu.